# Frontière entre le Mali et le Niger
La frontière entre le Mali et le Niger fait environ 821 kilomètres. Elle est exclusivement terrestre.

## Histoire
C'est une zone sensible ou des groupes Jihadistes profitent de la crise malienne de 2012 pour s'implanter et attaquer le Niger depuis le Mali,.